# أولاد ايوب بن يحيى (سيدي لحسن)
أولاد أيوب بن يحيى هي إحدى مشيخات المملكة المغربية، تتبع جغرافيا لإقليم تاوريرت وإداريًا لسيدي لحسن. يقدر عدد سكانها بـ 2652 نسمة حسب الإحصاء الرسمي للسكان والسكنى لسنة 2004.